# Viola (planta)
- Commons
- Wikispecies

Viola é um género botânico pertencente à família Violaceae. Inclui várias espécies popularmente conhecidas como violetas e amores-perfeitos.
De notar que a violeta-africana não pertence a este género.
É muito empregada desde os tempos remotos. Homero conta que os atenienses a utilizavam para moderar a ira. Utilizavam uma guirlanda de flores da Viola tricolor para prevenir dores de cabeça e enjoos. Os chineses utilizam a espécie Viola yedoensis de forma similar. Esta última também é empregada em tratamento do eczema infantil grave em um hospital de Londres.
As folhas secas da Viola tricolor, pulverizadas ou misturadas com mel até formarem uma pomada, aplicadas sobre as feridas, ajudam a cicatrizá-las. Para curar infecções cutâneas, tratam-se as partes afetadas com compressas de gaze embebidas em uma infusão da planta. A decocção alivia também as dores reumatismais e trata as afecções de pele, dermatites e eczemas. A infusão, que também pode ser bebida, combate as afecções do sangue, a debilidade nervosa, o cansaço, as doenças cardíacas nervosas e icterícia, pois estimula o metabolismo.
Constitui um bom expectorante devido a seu alto conteúdo em saponinas e também tonifica e fortalece os vasos sanguíneos.
Emprega-se como cosmético para limpeza de pele e como loção capilar contra a queda do cabelo.
- Viola alba - Violeta- branca
- Viola arvensis - Amor-perfeito; amor-perfeito-bastardo; amor-perfeito-bravo; erva-da-trindade; violeta-dos-campos; violeta-dos-prados
- Viola canina - Benesse-da-beira; violeta-brava; violeta-canina; violeta-da-beira

### Propriedades medicinais
Várias espécies do gênero contêm antioxidantes denominados antocianinas. Catorze antocianinas de  V. yedoensis e V. prionantha foram identificadas. Algumas antocianinas mostram intensa atividade antioxidante. A maior parte das espécies testadas, bem como demais plantas da família Violaceae, contêm ciclotides, que têm uma gama diversa de funções biológicas in vitro quando isoladas da planta, incluindo atividades uterotônicas, anti-HIV, anti-microbianas e inseticidas. Viola canescens, uma espécie da Índia, exibiu atividade in vitro contra o Trypanosoma cruzi.
O gênero foi avaliado em diferentes indicações clínicas em estudos humanos. Um estudo clínico duplo-cego demonstrou que o uso adjuvante do xarope de Viola odorata com curta atuação de β-agonistas pode melhorar o combate à tosse em crianças com asma. Em outro estudo, a administração intranasal do extrato de V. odorata mostrou eficácia em pacientes com insônia O uso tópico de uma fórmula contendo o extrado de V. tricolor também exibiu efeitos promissores em pácientes com dermatite atópica moderada.